# Élections législatives de 1946 en Dordogne
Les élections législatives françaises de 1946 se tiennent le 10 novembre. Ce sont les premières élections législatives de la Quatrième république, après l'adoption lors du référendum du 13 octobre d'une nouvelle constitution.

## Mode de scrutin
L'Assemblée nationale est composée de 618 sièges pourvus au scrutin proportionnel plurinominal suivant la règle de la plus forte moyenne dans le cadre départemental, sans panachage. 
Le vote préférentiel est admis, en inscrivant un numéro d'ordre en face du nom d'un, de plusieurs ou de tous les candidats de la liste. Mais l'ordre ne pourra être modifier que si au moins la moitié des suffrages portés sur la liste est numéroté. Dans les faits les modifications ne dépasseront jamais les 7%.
Dans le département de la Dordogne, cinq députés sont à élire.

## Élus
| Député sortant | Parti | Parti   | Député élu ou réélu | Parti | Parti   |
| -------------- | ----- | ------- | ------------------- | ----- | ------- |
| Yves Péron     |       | PCF     | Yves Péron          |       | PCF     |
| Lucien Dutard  |       | PCF     | Lucien Dutard       |       | PCF     |
| Robert Lacoste |       | SFIO    | Robert Lacoste      |       | SFIO    |
| André Denis    |       | MRP     | André Denis         |       | MRP     |
| Yvon Delbos    |       | Rad-soc | Yvon Delbos         |       | Rad-soc |

## Résultats

### Résultats à l'échelle du département
| Parti    | Parti                                          | Tête de liste  | Résultats | Résultats | Sièges |  |
| Parti    | Parti                                          | Tête de liste  | Voix      | %         |        |  |
| -------- | ---------------------------------------------- | -------------- | --------- | --------- | ------ |  |
|          | Parti communiste français                      | Yves Péron     | 64 086    | 33,51     | 2      |  |
|          | Rassemblement des gauches républicaines        | Yvon Delbos    | 54 619    | 28,56     | 1      |  |
|          | Section française de l'Internationale ouvrière | Robert Lacoste | 41 493    | 21,70     | 1      |  |
|          | Mouvement républicain populaire                | André Denis    | 31 057    | 16,24     | 1      |  |
|          |                                                |                |           |           |        |  |
| Inscrits | Inscrits                                       | Inscrits       | 258 023   | 100,00    | 5      |  |
| Votants  | Votants                                        | Votants        | 193 585   | 75,03     |        |  |
| Exprimés | Exprimés                                       | Exprimés       | 191 255   | 98,80     |        |  |